# El Jeriuia
El Jeriuia (en árabe: أجديرية‎, en lenguas bereberes: ⵊⴷⵉⵢⵔⵉⵢⴰ, en francés: Jdiriya) es un municipio del Sáhara Occidental controlado por Marruecos, en la provincia de Semara. Parte de su término municipal perteneció, hasta 1958, a Cabo Juby. Hasta 1976 perteneció a Sahara español.